# Gambusia beebei
Gambusia beebei — вид прісноводних живородних коропозубоподібних риб родини пецилієвих (Poeciliidae).

## Поширення
Вид зустрічається на острові Гаїті. Риба є ендеміком озера Мірагоан на півострові Тібурон на заході Гаїті.

## Опис
Дрібна рибка, 3,3-5,9 см завдовжки.